# 政策性辩论
政策性辩论（Policy debate），是一种特定形式的辩论比赛，两支队伍分为正、反方，分别支持或反对某项特定的政策变化。此类政策实施的主体一般为美国联邦政府。政策性辩论同样是指「交互质询式」辩论（有时简称Cross-X、CX、Cross-ex、或是C-X），因为每位辩手发表立论之后都必须接受对手的3分钟质询。为符合辩题中涉及的政策，正方必须提出一个符合该政策要求的具体实施计划。 
高中层面的政策性辩论活动由许多组织进行资助，其中包括：全美演讲与辩论协会（NSDA）、全美基督教辩论联盟（NCFL）、全美基督教辩论与交流协会（NCFCA）、Stoa USA，以及其他各地区性组织。
大学层面的政策性辩论一般在全美辩论锦标赛（NDT）以及交互质询辩论协会（CEDA）的指导下进行比赛。而单人制的政策性辩论比赛则主要由全美辩论协会（NFA）举办。

## 历史
学术辩论起源于大学辩论社团中学生们进行的公开辩论活动。维克森林大学的辩论组织早在1854年就首先公开发表声明，宣称他们在1830年代中期就建立了学术辩论社团。有些历史悠久的辩论社团最晚在19世纪中期已经创立并活跃至今，而今天他们的辩论活动重心已由社团内部赛转向了校际比赛。除维克森林大学外，西北大学辩论社在1855年建立；波士顿学院的富尔顿辩论社于1868年建立，每年校际比赛的赛季末他们会为本校赢得荣誉的辩手颁发「富尔顿辩论奖」。其他大学也一直延续着类似的传统。
校际辩论比赛最晚在1890年代已经广泛举办。根据历史记录，维克森林大学和圣三一学院（杜克大学的前身）在1897年初就进行过校际辩论。此外，波士顿学院[4]和乔治敦大学於1895年3月1日也在波士頓举办过辩论赛。惠特曼学院在1890年代后期与华盛顿州立大学、威拉米特大学、爱达荷大学交过手。西南大学声该校的第一场校际辩论赛是和费尔芒特大学（现卫奇塔州立大学）打的比赛，但该项比赛不可能早于1895年举行，因为该年威奇塔州立大学才开始招生。
到了1970年代中期，政策性辩论赛发展出了较为固定的比赛结构和用时规则。一场比赛中，正反双方各需要进行两次「建设性发言」（即立论）以及两次「反驳性发言」（即驳论），一共八个演说环节。每位辩手在其立论发言后，都必须接受对手的质询。传统上，驳论环节的用时是立论环节的一半。但在1980年代后期，随着高语速的发言成为政策性辩论的主流之后，比赛的用时结构存在一些问题。随后维克森林大学引领了用时结构改革，将大学比赛由「10分钟立论、5分钟驳论」改为了「9分钟立论、6分钟驳论」，将高中比赛由「8分钟立论、4分钟驳论」改为了「8分钟立论、5分钟驳论」，继而该规则成为新的标准赛制，被其他学校迅速接受。

## 风格

### 语速
不同联赛和锦标赛中，政策性辩手的发言语速差异极大。语速最快的辩手能以每分钟350-500个单词的速度进行发言。在许多锦标赛中，辩手为了能在有限的时间内宣读更多的证据以完成尽可能多的论证，会说的非常非常快，以至于产生了「高速发言」一词。在大多数政策性辩论全国巡回锦标赛中，高速发言是标准要求。
有人认为，机关枪式的发言使得辩论难以被普通人接受。高速发言的支持者认为，高语速能提升论证质量与密度，从而对辩手起到更好的教育作用。此外，他们还援引科学研究证据，宣称高速发言能够提升短期以及长期记忆力。另一方面，举办普通语速比赛的组织则希望辩论能被普通人听懂，他们认为辩论活动的教学目的在于训练辩手的修辞技巧。其中有人进一步主张，与正常语速下少而精的高质量论证相比，高速发言其实是在鼓励辩手提出大量糟糕的论证。实际上，大多数辩手都能够根据评委的偏好调整自己的语速快慢。许多评委会在辩手语速过快以及表达模糊时，当场对着辩手喊「说清楚点」！

### 记录
为了跟上赛场上出现的论证交锋，辩手会使用一种特定的形式记录比赛，这就是「论点流水单」。一般来说，辩手会分门别类记录每个回合中出现的不同类型的议题（例如Kritik、劣势、合题性等等）。记录比赛有许多不同的方法，但最常见的是把相同类型的论题记录在同一栏里，从而辩手能够像观察流水的动态一样清楚的追踪某一论题交锋的来龙去脉。在高速发言的比赛环境下，论点流水单上相应的发展出了一批缩写符号专门用来速记，而每个辩手自创的速记符号也各不相同。
尽管有些学校、赛事和评委持保留态度，但越来越多的高中和大学辩手开始使用笔记本电脑记录比赛。其中有些辩手会使用最基础的电子表格，而另一些则使用特制的论点流水速录软件，这些软件能够使用快捷键记录最常见的内容。

## 理论
尽管政策辩论的某些评判标准获得了广泛的认可，但并没有适用于所有情况的唯一标准。事实上，有时辩手们在特定情况下辩论「政策性辩论应当怎么打、怎么判、怎么进行」的议题。这就是所谓的「理论论辩」，通常这种打法在辩论场上出现是由于某一方认为对方的做法非常不正当，根据辩论理论应当据此判负。

### 正方举证责任
当正方提出某一计划时，他们就自然负有了论证该计划应被采纳的「整体举证责任」。他们必须证明他们的计划是合题的，并且证明该计划是个好主意。为不使辩论活动沦为扯淡，正方必须举出证据来完成举证责任，这些证据必须来自公开出版物。

#### 核心议题
传统的政策性辩论评判方法要求正方必须论证成功某些重要的议题才能获胜，这些议题即「核心议题」。一般来说核心议题有如下几项：
- 重要性：这一计划将带来多大的影响？
- 解决力：这一计划能解决多大的危害（满足多大的需求），并且是否能在现实世界里成功实施？
- 优势：现状下存在何种问题使得计划的实施具有充足正当的理由？计划是否足够重要，以至于应当被详细考虑并予以实施？「优势」这一核心议题通常包括另一相关议题「重要性」，例如危害是否显著。但这两个议题在很大程度上被融合在了另一核心议题「需求性」上。
- 根属性：为什么正方要实行的政策在现状下没有自发的产生？还是正方的计划现状下其实已经存在？
- 合题性：计划是否是符合辩题要求的一种方式？正方提出的政策是否满足辩题的字面含义？

## 优势和劣势
「优势」即计划的正向效果，大多数正方队伍会围绕优势建立他们的辩案框架。反方则经常提出正方计划会导致的不良后果，即「劣势」。为了确保己方在「优劣比」上战胜对方，辩手们经常会论证出极端严重的劣势如种族灭绝或是核战争等。

### 否定论
「否定论」指反方只需要反对正方的计划而不是反对辩题。接受否定论意味着允许反方提出「合正方题的反计划」，即反方的立场符合辩题的要求但不是正方提出的计划。

### 反方策略
在正方提出他们的辩案后，反方可以从下列几个角度来攻击正方的辩案：
- 合题性：反方论证正方没有在辩题的要求下制定计划，不管其计划将产生多大的优势都应立即被判负。这是一种「元辩论」：双方花时间在争论辩题词汇的定义上，并且论证为采取己方的定义是更优的。大多数年度辩题至少会有一到两个正方辩案在合题性上具有很大争议，因此「合题性」的设置就是为了威慑和抑制这些妖娆框架。

- 劣势：反方可以宣称正方计划将导致劣势或不利的后果，这些不利后果将超过计划带来的所有好处。劣势即论证弊大于利，反方必须证明正方计划的不利后果要「显著大于」其带来的好处。

- 相抗计划：反方可以承认正方提出的危害或需求，并进而提出一个不合题的相抗解决方案。为此反方需要论证：之所以他们的相抗计划不采取合题的方式来解决危害，是由于正方的劣势植根于辩题要求的政策计划之中，所以采取相抗计划就不会带来上述劣势。相抗计划的打法使得案内议题的范围限定到了根属性、解决力以及优劣比上（而无需再讨论需求性）。作为反方，采取了相抗计划的打法后，大多数辩手都会把主要战场放在攻击正方的解决力和劣势上。

- Kritik：反方可以主张正方的某一错误观念或假定前提是不可接受的，因此必须拒绝基于此的正方计划，或在拒的同时提出互斥的替代方案。Kritik有时拒绝的是整个正方立场，而不用评估其具体政策；其他时候Kritik能像正方辩案一样接受在统一框架内评判。Kritik反对的不良观念包括生命权力、种族主义、集权政府、人类中心主义等。Kritik兴起于20世纪90年代，首次出现的Kritik是用结构主义的哲学观点来反对语言本质上的模糊性。经过发展，今天的Kritik还包括了「同意正方辩题的立场但不同意其中含有的不良理念，继而在其基础上提出替代方案」的做法。这些Kritik会论证：支持正方的理由中会暗含着某些本体论，这些本体论会导致某些不可避免的弊端，因此必须拒绝这些不良理念。如此一来，Kritik就可以绕开正方方案本身能带来多少利益的问题，转而将辩论的焦点放到正方计划中体现这些不良理念的部分。同时反方可以提出自己的相应替代方案：只替换掉正方计划含有不良理念的部分，而让其余部分完全通过。这种类型的替代方案通常被称作PIK（plan inclusive Kritik alternative）。

- 理论：有时正方的辩案会使得比赛一开始时双方就出现极端不平等的情况。在这种情况下，反方可以对正方辩案的程序和内容进行抗议。这些抗议经常是「理论化的」，因为他们的抗议要从辩论理论上论证正方的做法会给辩论活动本身带来何种不良影响。

## 证据
辩论术语中将证据的基本单元称之为「证据资料卡」（cards），因为最初的证据都是印在小卡片上进行组织的。现在的辩论实践当中证据资料卡已经不再是小卡片而是A4打印纸了。证据资料卡能让辩手方便的调用关键信息，从而支撑其论证。一份证据资料卡由三部分组成：摘要、来源和引文。「摘要」是辩手对于引文详细论证的概括，通常由一到两句话组成。「来源」包含了资料引用的相关信息，例如作者，出版日期，期刊，标题等等。尽管每份证据资料卡里都包含了完整的引用信息，但在辩论过程中一般只需指出作者和出版日期。为了强调作者的专业性，有些队伍还会特别指出作者的专家身份与资质。「引文」对作者所发表的原文相关段落一字不动的完整摘录。引文的长度可以很长，一份证据资料卡可短至寥寥数句，也可能超过两页纸，大多数证据资料卡长度在一至五个段落之间。引文中的关键句子通常会用下划线或荧光笔标出，以方便辩手在场上宣读时减少无效信息。比赛中，一般先读标签，再读来源和引文。
由于不同证据需要组合使用，引文中经常会出现形式各异的下划线和荧光笔标记，有时这会使得证据的哪些部分需要宣读变得难以辨认。如果辩手在读完完整的划线部分之前就中断了，合适的做法是告知场下「此处中断」，否则就会有扭曲证据之嫌。此类被视为作弊的断章取义包括「提早中断句子」以及「跳过关键词句」等。尽管许多评委在其判准中公开谴责扭曲证据的行为，但在评委允许辩手高速发言且发音模糊的比赛里此类作弊行为很难杜绝。辩手一旦发现对手有扭曲证据的嫌疑，就会拿着手中的证据资料卡与对方一起默读，在其发言完毕后利用「准备时间」向其索取证据资料卡，并在之后的比赛中向评委指出对手在哪些地方扭曲了证据。
在比赛进行过程中，一旦证据资料卡被宣读出来，对手就获得了对该资料的检视权利。这么做部分原因是为了能在高速发言的比赛中清晰的了解对方证据，另一部分原因也是防止对手扭曲证据。获取对手的证据资料卡可以用来在交互质询中质疑相关专家的资格、澄清证据原文等。一般来说，使用「准备时间」的队伍拥有对刚刚结束的立论或驳论环节所提出之证据的优先使用权。因此大量的证据将在辩手发言之前的准备时间里频繁易手。大部分评委在「准备时间」的计时中不会扣除向对方索要证据的时间。
回合结束后，评委经常会向辩手「索要证据资料卡」进行阅读，以验明具有重要价值或是在驳论中具有关键意义的证据。尽管常见，但一些锦标赛明确禁止评委「索要证据资料卡」，例如大多数NCFL的全国比赛。这些组织以及一些评委个人认为这种行为违反了「评委不得代行辩手回合内之义务」的评判规定。有些随队评委向辩手「索要证据资料卡」的目的有时还可能是记录下证据资料卡的「来源」信息，以方便他们之后找来给自己的队伍打比赛用。对手和观众普遍也会被允许以此种方式收集证据来源，某些锦标赛还会设置情报员专门收集每支队伍的证据来源并将之全部公布在网上。

## 评判

### 个人评分
评委在比赛中不仅要选出获胜队伍，还要对每位辩手的表现进行评分，这就是「个人评分」或简称「个人分」。个人评分的目的在于对于辩手的发言技巧进行量化评估。个人分数在不同的地区或组织里差别非常大，尤其是高中比赛层面。然而，绝大多数的全国性组织都使用1-30分的打分方法，这些组织包括NFL、TOC、NCFL、CEDA、NDT等。在这些组织里一般评委打出的分数都在26-29之间：26代表很差，29代表很好，而30分这种不可思议的满分代表了极为出色的表现。大多数锦标赛接受0.5分的分差，例如评委可以给某位辩手打28.5分。一般来说，个人分被视作获胜的第二要素，同队伍的胜率有很大的相关性。换言之评委通常给予获胜方更高的个人分。如果获胜方的个人分加总比对手的更低，说明他们论证做的更好但个人表现糟糕，因而赢得了一场「低分胜利」。低分获胜的情况非常罕见，因为评委认为说出能起到关键论证作用的话才算好的表现，继而也会给他们打出更高的个人分。
在某些小型的比赛中，评委会对选手进行1-4名的「个人排名」，而不是打1-30分的个人分。因为过大的分差有可能打破队伍间的公平竞争。有些地区会同时使用「个人评分」加「个人排名」的方式来给获得相同分数的选手进行排序。
在大部分锦标赛中，个人评分累计最高的辩手能获得「最佳辩手」荣誉。许多赛事在处理个人评分时会通过去掉最高分和最低分来控制评委个人偏好的影响，从而保证最佳辩手评选的公正性与一致性。一届比赛中最佳辩手的奖项数量与比赛规模成正比，例如一个小型的地区比赛可能只给前三名的辩手颁发奖杯和奖状，而一个全国巡回锦标赛则会对排名前十到十五的辩手进行奖励。

### 评判典范
有经验的评委（一般在高中或大学时就是辩手）通常对某种类型的论证和风格具有偏好，这形成了一套观念模式。辩论比赛中不同的观念模式、不同的评判典范、以及不同的评委会辩论的面貌呈现极大地差异。由于辩论本身不存在唯一的、所有人都同意的理念，因此有些辩手甚至会在比赛开始前质疑评委的评判典范及其对特定论题的感受判断。
并非每一个评委在所有方面都要遵循某一种范式。某评委可能自称他们是「白纸典范」或说愿意倾听一切观念，但他们可能还是会拒绝某种突破他们个人底线的论证（例如支持种族主义的论点）。再比如某个评委自称是「政策制定典范」，但他仍然会像「游戏玩家典范」的评委那样把根据攻防结构来评判比赛。
常见的评判范式有：
- 核心议题典范：如正方获胜，他们的计划需要在所有核心议题上全部成立。这些核心议题包括：需求性、根属性、解决力、合题性以及重要性（优劣比）。而反方想要获胜，则只需在某一个核心议题上击败正方即可。此类评委很可能不喜欢许多最新的打法，例如Kritik以及打某些关于辩论理论的论题。

- 政策制定典范：在比赛的最后，评委通过比较正方计划和反方计划（维持或修改现状、反计划），选出更优的一方获胜。他们认为，哪种政策更好最终取决于比较双方的优势和劣势。

- 白纸典范：评委在比赛开始前没有特定的评判倾向。这些评委特别期待辩手能通过场上的辩论告诉评委应当采取何种范式来评判该场比赛。

- 游戏玩家典范：此类评委将辩论视作一种游戏，他们在评判中更关注于让双方都有均等的获胜机会。他们通常把论点流水单看做游戏记分板，继而根据双方攻防态势结构来评判论证是否成功。

- 语言技巧典范：此类评委最关心良好的表达与说服技巧，他们倾向于投票给在表达方面更为清晰和有吸引力的队伍。这些评委通常不喜欢高速发言。

- 假设检验典范：如正方获胜，他们必须说服评委相信辩题的立场完全成立。相反，反方必须说服评委拒绝辩题的政策立场。

- Kritik典范：此类评委喜爱使用Kritik打法的辩手，他们评判的依据是看谁能够最有效的打破某种有害的观念模式例如种族主义、父权制、东方主义等。

## 赛事

### 锦标赛
大部分的高中辩手在其所在的城市、州或临近州参加地区性锦标赛。全美各高中会举办数以千计的辩论锦标赛。
少部分高中辩手会周游全国参加「全国巡回赛」，他们大多来自精英公立学校以及私立学校。该项赛事的冠军赛称为「冠军锦标赛」（T.O.C），每年在肯塔基大学举办。参加冠军锦标赛的选手需要以两个以上的「获胜筹码」换取参赛资格。通过在经过精心挑选的某些全国巡回赛事中获得一定的成绩（例如进入四分之一决赛）可以取得获胜筹码。能够取得筹码的赛事需要有来自多个不同地区的队伍参赛，并能够吸引大量优秀辩手。

### 城市辩论联赛
城市辩论联赛给予了身处城市学校的学生们一个参加政策性辩论比赛的机会。目前在全美最大的24个城市中都有相应的城市辩论联赛。共有超过500所中学，40,000名学生参加了城市辩论联赛。[11]

### 冠军赛

#### 高中
关于哪一赛事的冠军配得上「全国冠军」头衔，美国高中辩论界尚存争议：两大锦标赛都在争夺这一称号，他们是由肯塔基大学举办的「冠军锦标赛」，以及由NFL主导的「国家演讲与辩论锦标赛」。相对来说冠军锦标赛一般被认为是最高级别的竞赛，享有更高的声誉。
其他全国冠军赛包括：
- 全國天主教辯論聯盟的全國大賽。
- 全國城市辯論聯盟協會（NAUDL）的全國錦標賽。
- 全國辯論教練協會錦標賽（NDCA）
- 國家基督教辯論和通訊協會（NCFCA）
- Stoa USA全國冠軍邀請賽（NITOC）[9]
- 全國演講與辯論協會（NSDA）全國錦標賽

#### TFA辩论
在德克萨斯州，有些赛事属于TFA（德州辩论联盟）系列赛。TFA组织的赛事包含了大量激进的评判典范，并支持许多案外论辩（如Kritik等）。TFA比赛具有郊区——主要城市——全美东部的等级体系。另一种辩论比赛是UIL，它对于全德州的学校一律开放。
TFA赛事倾向于支持大量的案外论辩以及采取激进打法的队伍，而UIL赛事则更关注于案内政策议题。

#### 大学
大学层面，NDT、CEDA和ADA都举办全国锦标赛，没有任何一家的全国冠军能独霸辩坛。NDT委员会每年会发布一份关于全美最强16支队伍的报告，并邀请这些队伍参加2月下旬举办的NDT总决赛（除了这16支直接受邀参加的以外，还会通过附加资格赛产生另外62支参赛队伍，总决赛共有78支队伍参赛）。该报告还根据去年一整个赛季的成绩评选出了常规赛的冠军队伍，并授予其「科普兰奖」。

### 训练营
除了参加高度竞争性的大赛以外，许多高中生现在喜欢参加各种训练营性质的比赛，尤其是大学组织的暑期训练营。大多数训练营开办周期为2至7周。
许多训练营根据学生的辩论经验和能力把学生分到不同的工作组或实验室，甚至会组织名额极为稀少的「高级工作坊」或「学术工作坊」。

## 辩题
辩题是对正方需要支持及反方所要反对之事的陈述，每年高中和大学都会由相关组织投票选出一个年度辩题。从1920到2005年，大多数的辩题都以「美国联邦政府应……」开头。在少数情况下存在例外，例如在NDT和CEDA的年度辩题统一以前，以及2006-2007年的大学政策性年度辩题（把主体机构改成了美国最高法院）。
大学层面，年度辩题的挑选先要通过一些学校和团体撰写「辩题研究论文」来提出候选辩题。辩题研究论文会详细讨论所提出辩题的优势与劣势。每个学校对于辩题都有一票的投票权，经过投票选出某一个主题领域，继而该领域的辩题会有一系列的措辞选择。一旦最终选定主题领域及具体的措辞，年度辩题就诞生了。此辩题将被全国大学辩手辩论一整个赛季，即一个标准学年。
在高中层面，提出年度辩题同样需要提交「辩题研究论文」，而高中的投票程序和大学又有所不同。这些论文被提交到一个「辩题筛选委员会」手里，该委员会负责审定修改所有辩题并选出5个最佳辩题。然后这五个辩题进入一个双层投票系统：NFL和NCFL对此进行投票并将候选辩题缩减到2个，最终再对这两个候选辩题进行投票选出唯一的年度辩题。以下是近几年的高中年度辩题：
- 2014-2015：美国联邦政府应大幅增加对于海洋的非军事探索和/或开发。
- 2013-2014：美国联邦政府应大幅增加同古巴、墨西哥或委内瑞拉的经济交往。
- 2012-2013：美国联邦政府应大幅增加国内交通基础设施投资。
- 2011–2012：美国联邦政府应大幅增加对于外太空的探索和/或开发。

## 比赛结构
一般来说政策性辩论比赛的发言顺序和时间为：
| 发言环节             | 高中  | 大学  |
| -------------------- | ----- | ----- |
| 正方一辩立论（1AC）  | 8分钟 | 9分钟 |
| 反方二辩质询正方一辩 | 3分钟 | 3分钟 |
| 反方一辩立论（1NC）  | 8分钟 | 9分钟 |
| 正方一辩质询反方一辩 | 3分钟 | 3分钟 |
| 正方二辩立论（2AC）  | 8分钟 | 9分钟 |
| 反方一辩质询正方二辩 | 3分钟 | 3分钟 |
| 反方二辩立论（2NC）  | 8分钟 | 9分钟 |
| 正方二辩质询反方二辩 | 3分钟 | 3分钟 |
| 反方一辩驳论（1NR）  | 5分钟 | 6分钟 |
| 正方一辩驳论（1AR）  | 5分钟 | 6分钟 |
| 反方二辩驳论（2NR）  | 5分钟 | 6分钟 |
| 正方二辩驳论（2AR）  | 5分钟 | 6分钟 |

在发言时间外，政策性辩论会给予辩手一定的时间进行发言准备，这就是回合间的「准备时间」。NFL规则允许一场比赛中每支队伍拥有5分钟的准备时间。在实践中，高中锦标赛通常会给予每支队伍8分钟，而大学比赛每队则拥有10分钟准备时间。准备时间由参赛队伍自行分配，他们可以在他们的发言回合之前使用不超过总数的任意时间进行准备，或者选择不使用。准备时间可以用来打乱和干扰对手的节奏：例如，通常正方第一次驳论（1AR）之前会要求进入准备时间，但如果此时正方准备得非常充分就可以跳过准备时间直接上台发言。如此一来同样也能够减少反方二辩的反应时间，让他在还没有想好怎么承接己方一辩的发言时就必须听取对方一辩的反驳。